# Tobar
Tobar (tên ban đầu là Tovar) là một đô thị trong tỉnh Burgos, Castile và León, Tây Ban Nha.

## Hình ảnh

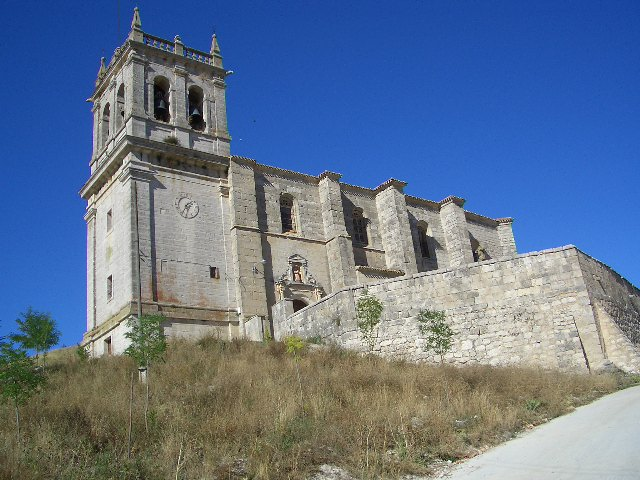
Church
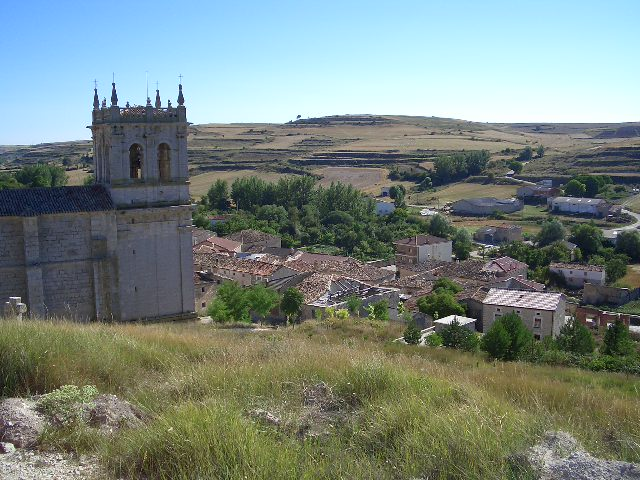
View
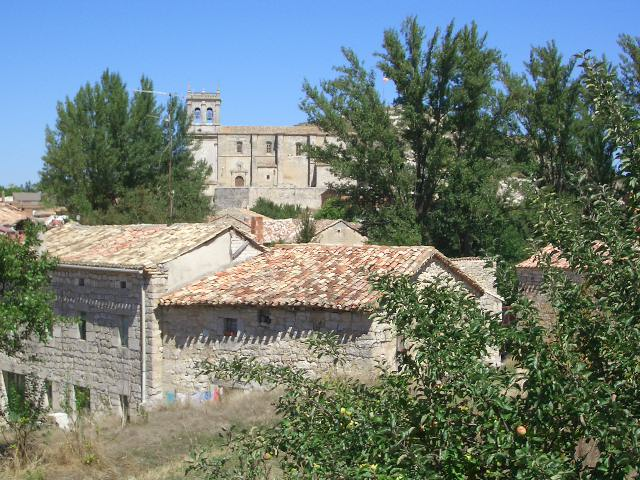
View
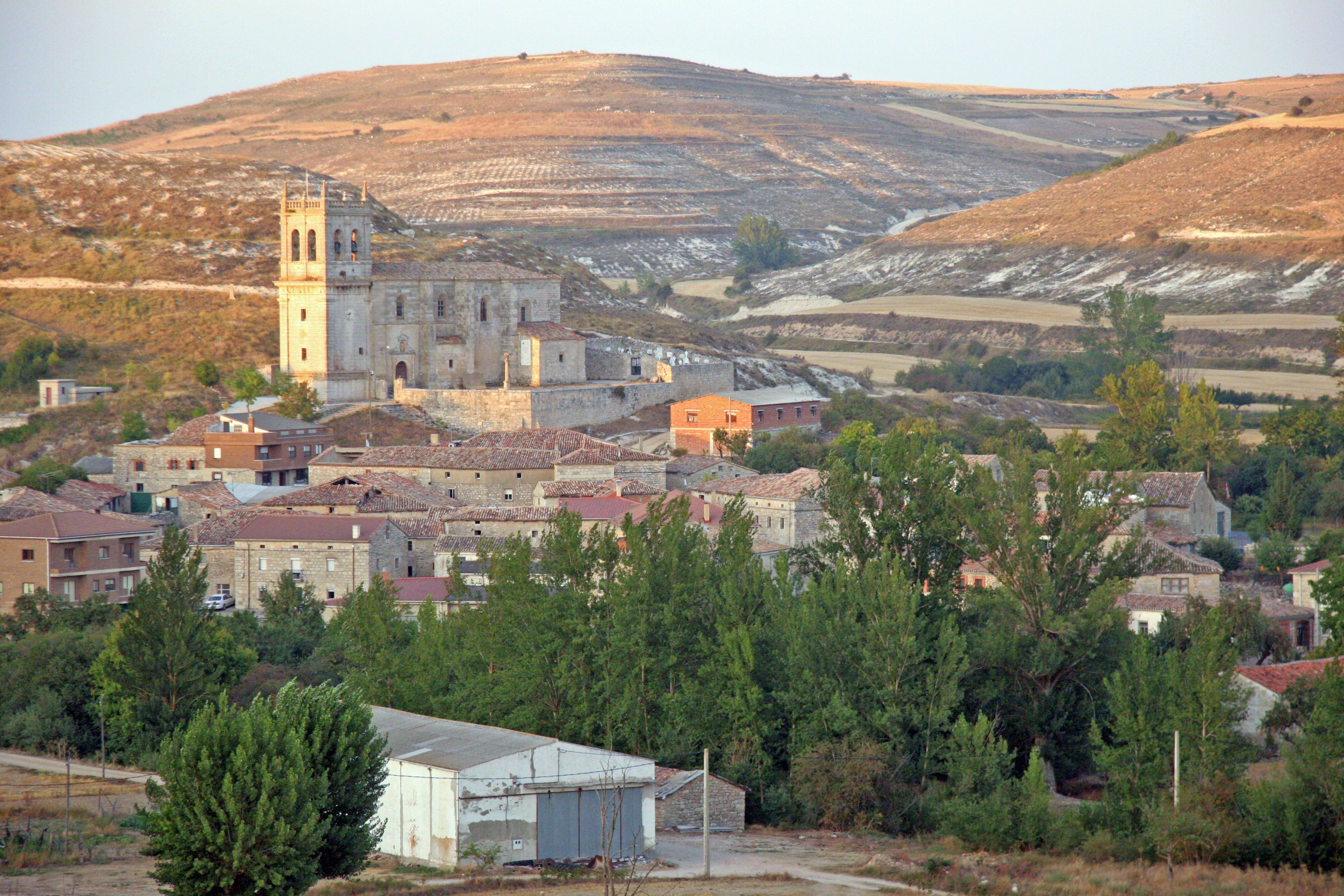
Sunset in August